# Kolce środkowe
Kolce środkowe (łac. spinae discoidales) – rodzaj kolców na odnóżach modliszek.
Kolce środkowe występują w liczbie od jednego do czterech na przednich, chwytnych odnóżach modliszek. Rozmieszczone na udach, poza bruzdą służącą do chowania się pazura. U rodzaju Mantis kolców środkowych jest po 4 na udo.